# Арпинова (Фођа)
Арпинова (итал. Arpinova) је насеље у Италији у округу Фођа, региону Апулија.
Према процени из 2011. у насељу је живело 89 становника. Насеље се налази на надморској висини од 43 м.